# Dipartimento di Maracó
Maracó è un dipartimento argentino, situato nella parte nord-orientale della provincia di La Pampa, con capoluogo General Pico.
Esso confina a nord con il dipartimento di Chapaleufú, ad est con la provincia di Buenos Aires, a sud con il dipartimento di Quemú Quemú, e ad ovest con quelli di Trenel e Conhelo.
Secondo il censimento del 2001, su un territorio di 2.555 km², la popolazione ammontava a 54.699 abitanti, con un aumento demografico del 23,89% rispetto al censimento del 1991.
Il dipartimento comprende per intero il comune di Dorila; parte del comune di General Pico (inclusa la città sede municipale); e parte dei comuni di Metileo, Vértiz e Quemú Quemú, le cui sedi municipali però si trovano in un altro dipartimento. Inoltre fa interamente parte del dipartimento anche la comisión de fomento di Agustoni e parte di quella di Speluzzi, inclusa la città sede municipale.